# Abmisha coiblemmoides
Abmisha coiblemmoides är en insektsart som beskrevs av Andrej Vasiljevitj Gorochov 2001. Abmisha coiblemmoides ingår i släktet Abmisha och familjen syrsor. Inga underarter finns listade i Catalogue of Life.